# Résolution 1970 du Conseil de sécurité des Nations unies
Membres permanents
- Chine
- États-Unis
- France
- Royaume-Uni
- Russie

Membres non permanents
- Afrique du Sud
- Allemagne
- Bosnie-Herzégovine
- Brésil
- Colombie
- Gabon
- Inde
- Liban
- Nigéria
- Portugal

Résolution no 1969 Résolution no 1971
Le 26 février 2011, le conseil de sécurité de l'ONU adopte à l'unanimité une condamnation contre le régime de Mouammar Kadhafi qui est accusé d'user d'armes mortelles contre les manifestants de son régime lors de la guerre civile libyenne.